# Galleon (Franse band)
Galleon was een Frans dj-trio.

## Biografie
Galleon ontstond in 2001 in Marseille. Van hun debuutsingle So, I Begin verkochten ze 400.000 exemplaren wereldwijd. In de videoclip is topmodel Jitka Ogureková te zien. De opvolger I Believe werd enkel in Wallonië nog een grotere hit met een derde plaats in de Ultratop 50.

## Discografie
| Single met hitnotering(en) in de Vlaamse Ultratop 50 | Datum van verschijnen | Datum van binnenkomst | Hoogste positie | Aantal weken | Opmerkingen |
| ---------------------------------------------------- | --------------------- | --------------------- | --------------- | ------------ | ----------- |
| So, I Begin                                          | 06-2001               |                       | tip10           |              |             |
| I Believe                                            | 2002                  |                       | tip17           |              |             |

| Single met eventuele hitnotering(en) in de Nederlandse Top 40 | Datum van verschijnen | Datum van binnenkomst | Hoogste positie | Aantal weken | Opmerkingen             |
| ------------------------------------------------------------- | --------------------- | --------------------- | --------------- | ------------ | ----------------------- |
| So I Begin                                                    | 2001                  | 18-05-2002            | 13              | 6            | Dancesmash op Radio 538 |